# Meadow Creek
Meadow Creek est une communauté non-incorporée dans le comté de Summers, en Virginie-Occidentale, aux États-Unis. Située à une altitude de 394 mètres, elle est protégée au sein des parc national et réserve de New River Gorge. 